# Crenicichla tuca
Crenicichla tuca es una especie de pez cíclido de agua dulce que integra el género Crenicichla. Habita en el centro-este de América del Sur.

## Taxonomía
Crenicichla tuca fue descrita para la ciencia en el año 2015, por los ictiólogos Lubomír Piálek, Klára Dragová, Jorge Casciotta, Adriana Almirón y Oldřich Říčan.
Localidad tipo
La localidad tipo referida es: “arroyo Deseado, cuenca baja del río Iguazú (aguas arriba de las cataratas homónimas), en las coordenadas: 25°40′11.7″S 53°55′59.5″O / -25.669917, -53.933194, provincia de Misiones, Argentina”.
Holotipo
El ejemplar holotipo designado es el catalogado como: MLP 10818 (ex MACNict 9522), DNA165. Es un macho adulto el cual midió 150,3 mm de longitud. Fue colectado en mayo de 2010 por Piálek y otros.
Etimología
Etimológicamente el epíteto específico tuca es un término del idioma guaraní el cual es empleado para identificar al tucán (Ramphastos) haciendo así referencia a la forma sobredimensionada de los labios de este pez, la cual se asemeja al pico de aquella ave.

## Características
C. tuca es una especie solitaria, de boca grande, provista de gruesos labios hipertrofiados, con hábito trófico especializado del tipo explorador/ excavador de cavidades.

## Distribución geográfica

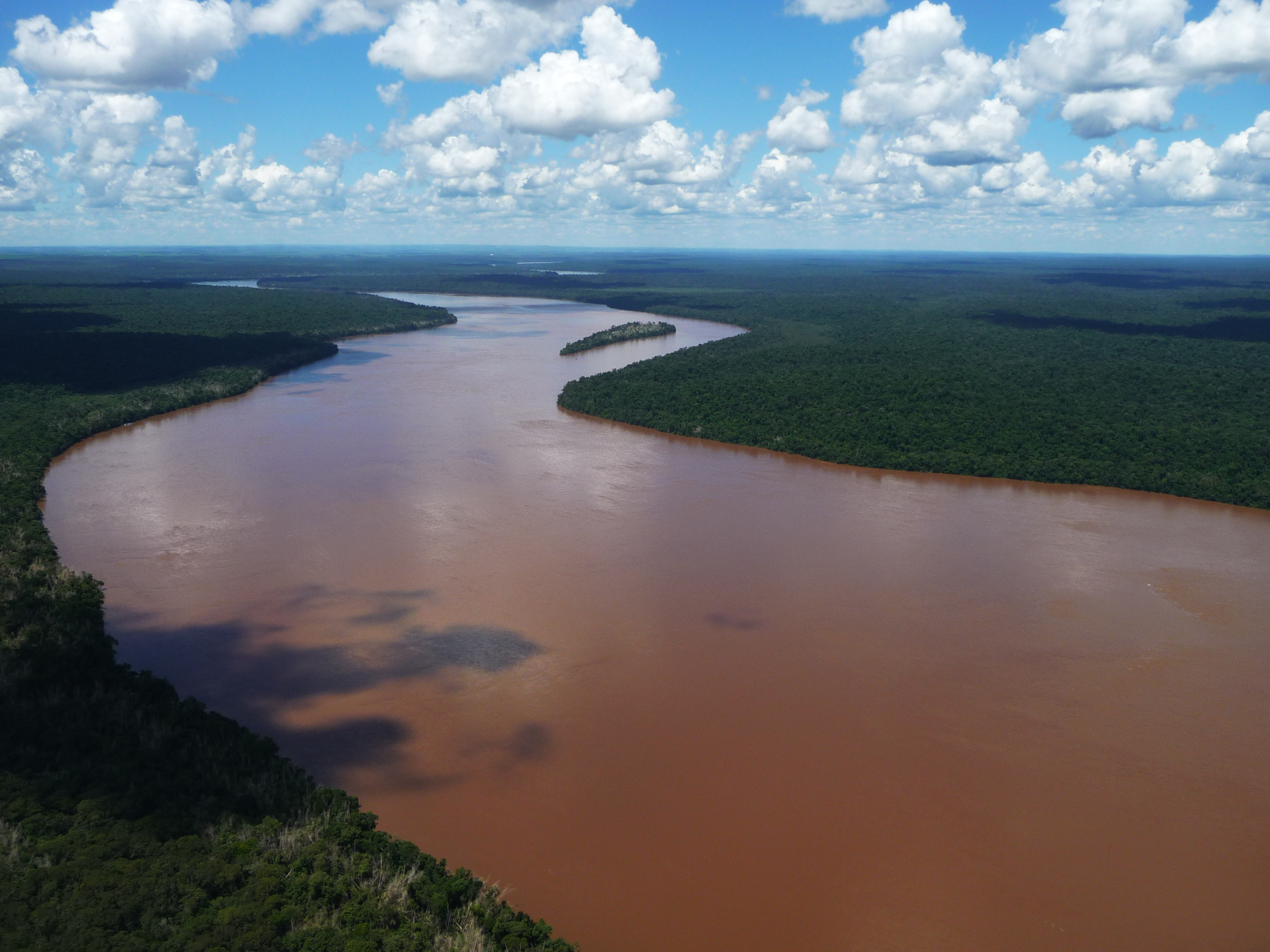
El hábitat de esta especie: el río alto Iguazú, algunos kilómetros antes de caer en las cataratas del Iguazú, en el límite entre la provincia argentina de Misiones (parque nacional Iguazú) y el estado brasileño de Paraná (parque nacional do Iguaçu).

Esta especie es un endemismo de la cuenca baja del río Iguazú superior (aguas arriba de las cataratas del Iguazú), curso fluvial el cual es un afluente del río Paraná, principal colector de la cuenca del Plata. Vive fundamentalmente en el canal principal del río, así como también en sus grandes afluentes (el río Deseado y el río San Antonio) pero está ausente de los pequeños afluentes del Iguazú, especialmente de aquellos que no poseen fondos rocosos.
Se distribuye en el extremo noreste de la Argentina, específicamente en los departamentos de Iguazú y General Belgrano del norte de la provincia de Misiones. También habita aguas arriba, ya en territorio correspondiente al sector sudoeste del estado de Paraná, en el sudeste de Brasil.
Adscripción ecorregional
Es exclusiva de la ecorregión de agua dulce Iguazú, la cual posee una notable singularidad íctica, con alrededor del 70 % de endemismos entre el total de los componentes que integran la cuenca (unas 107 especies de peces).
Especies simpátricas
En el tramo inferior del río Iguazú superior Crenicichla tuca es simpátrica con otras especies del género Crenicichla las que son C. lepidota y las endémicas: C. iguassuensis, C. tesay y C. tapii. Todas ellas representan distintos ecomorfos y difieren notablemente en la morfología de la cabeza, de los dientes y en la forma en que explotan los nichos ecológicos.